# Марафон Твін Сітіс

Емблема марафону Твін Сітіс

Марафон Твін Сі́тіс або Марафон міст-побратимів (англ. Twin Cities Marathon) — щорічне змагання з марафонського бігу у США в районі міст Міннеаполіс та Сент-Пол, яке засноване у 1982 році. Неофіційно дане змагання називають «Найкрасивішим міським марафоном Америки». Турнір, як правило, проводиться у жовтні. В 2006 році спонсором змагань стала компанія Medtronic, після чого марафон отримав офіційну назву Medtronic Twin Cities Marathon.
Участь в забігах можуть брати як професійні спортсмени, так і аматори будь-якого віку чи статі. Крім забігів для дорослих на 10 миль та 5 кілометрів, проводяться змагання для дітей — на 1 та 0,5 милі. Переможці визначаються окремо для чоловіків та жінок.

## Історія
Вперше у місті Міннеаполіс було проведено марафон у 1963 році, який мав назву Марафон краю озер (англ. Land of Lakes Marathon). У 1976 році його було перейменовано на Марафон міста озер (англ. City of Lakes Marathon). Забіги проводилися навколо місцевих озер Калхаун та Гаррієт. Одночасно, у 1976 році, у сусідньому місті Сент-Пол, по другий бік річки Міссісіпі, почали проведення власного марафону з назвою Марафон Сент-Полу (англ. Saint Paul Marathon). У 1982 році було прийняте рішення об'єднати два марафони в один і проводити забіги по обидва боки річки Міссісіпі.

## Переможці серед чоловіків
Рекордний час — 2:10:05 — Філіп Коппс,  США, 1985

У 2003 році переможець марафону Едді Геллейбуйк був дискваліфікований через позитивний результат на допінг-тесті
| Дата       | Переможець             | Країна    | Час     | 2 та 3 місця                          | Країна              |
| ---------- | ---------------------- | --------- | ------- | ------------------------------------- | ------------------- |
| 07.10.2012 | Крістофер Кіпієґо      | Кенія     | 2:14:53 | Бергану Ґірма Шон Кіґлі               | Ефіопія США         |
| 02.10.2011 | Семмі Малаквен         | Кенія     | 2:13:11 | Джозеф Мутінда Велдон Кіруї           | Кенія               |
| 03.10.2010 | Серхіо Рейєс           | США       | 2:14:02 | Джеффрі Еґлстон Фернандо Кабада       | США                 |
| 04.10.2009 | Джейсон Гартманн       | США       | 2:12:09 | Аугустус Кавуту Мбусія Джон Ньороґе   | Кенія               |
| 05.10.2008 | Фернандо Кабада        | США       | 2:16:32 | Метт Ґабріелсон Едвардо Торрес        | США                 |
| 07.10.2007 | Микола Антоненко       | Україна   | 2:13:54 | Джозеф Мутінда Аугустус Кавуту Мбусія | Кенія               |
| 01.10.2006 | Мбарак Хуссейн         | США       | 2:13:52 | Сімон Саве Раян Шей                   | США                 |
| 02.10.2005 | Мбарак Хуссейн         | США       | 2:18:28 | Бен Росаріо Уінстон Албертс           | США                 |
| 03.10.2004 | Аугустус Кавуту Мбусія | Кенія     | 2:13:33 | Микола Антоненко Скотт Ларсон         | Україна США         |
| 05.10.2003 | Едді Геллейбуйк        | США       | 2:12:47 | Федір Рижов Рутто Ґілберт             | Росія Кенія         |
| 29.09.2002 | Ден Браун              | США       | 2:11:35 | Джошуа Кіпкембої Джексон Кіпнґок      | Кенія               |
| 07.10.2001 | Джошуа Кіпкембої       | Кенія     | 2:14:07 | Сергій Федотов Мохамед Назіпов        | Росія               |
| 08.10.2000 | Сергій Федотов         | Росія     | 2:12:40 | Езаель Тлобо Джошуа Кіпкембої         | ПАР Кенія           |
| 03.10.1999 | Ендрю Мусува           | Кенія     | 2:13:38 | Джон Каріукі Еллі Роно                | Кенія               |
| 04.10.1998 | Ендрю Мусува           | Кенія     | 2:15:19 | Андрій Кузнєцов Сергій Шаломаєр       | Росія               |
| 04.10.1997 | Ендрю Мусува           | Кенія     | 2:14:59 | Зак Куньїха Ґідеон Мутісья            | Кенія               |
| 06.10.1996 | Джоель Онвонґа         | Кенія     | 2:13:13 | Даніель Кігара Серхіо Хіменес         | Кенія Мексика       |
| 08.10.1995 | Рафаель Сепеда         | Мексика   | 2:15:09 | Серхіо Хіменес Джоель Онвонґа         | Мексика Кенія       |
| 02.10.1994 | Пабло Сьєрра           | Іспанія   | 2:11:35 | Леонід Швецов Джон Каґве              | Росія Кенія         |
| 03.10.1993 | Едвард Айстоун         | США       | 2:14:34 | Джон Таттл Джозеф Люхтманн            | США                 |
| 04.10.1992 | Девід Мунґаї           | Кенія     | 2:15:33 | Джозеф Нзау Роберт Пірс               | Кенія США           |
| 06.10.1991 | Малкольм Норвуд        | Австралія | 2:12:10 | Роберт Кемпайнен Дрісс Дача           | США Марокко         |
| 14.10.1990 | Мауріліо Кастільо      | Мексика   | 2:11:01 | Джон Соллі Джон Таттл                 | Велика Британія США |
| 08.10.1989 | Дон Яніцкі             | США       | 2:12:18 | Антоній Нємчак Майк О'Рейлі           | Польща Ірландія     |
| 02.10.1988 | Даніель Бьольц         | Швейцарія | 2:14:10 | Хосе Чуела Пол Пілкінгтон             | Мексика США         |
| 11.10.1987 | Марті Фроулік          | США       | 2:10:59 | Пол Ґомперс Марк Карп                 | США                 |
| 12.10.1986 | Вільям Донаковскі      | США       | 2:10:42 | Дон Яніцкі Девід Ґордон               | США                 |
| 06.10.1985 | Філіп Коппс            | США       | 2:10:05 | Джеймс Муньяла Томас Гант             | Кенія США           |
| 30.09.1984 | Фред Торнеден          | США       | 2:11:35 | Дон Яніцкі Генрік Йорґенсен           | США Данія           |
| 02.10.1983 | Аллан Закаріассен      | Данія     | 2:13:21 | Пол Мослін Герман Аткінс              | США                 |
| 03.10.1982 | Аллан Закаріассен      | Данія     | 2:11:49 | Аль Зеттерлунд Тодд Сперлінґ          | США                 |

## Переможці серед жінок
Рекордний час — 2:26:51 — Зинаїда Семьонова,  Росія, 2001
| Дата       | Переможець            | Країна              | Час     | 2 та 3 місця                       | Країна                    |
| ---------- | --------------------- | ------------------- | ------- | ---------------------------------- | ------------------------- |
| 07.10.2012 | Жанетт Фабер          | США                 | 2:32:37 | Гірут Ґуанґул Мелісса Джонсон-Уайт | Ефіопія США               |
| 02.10.2011 | Єшімебет Біфа         | Ефіопія             | 2:28:24 | Надія Лєонтьєва Емілі Гаррісон     | Росія США                 |
| 03.10.2010 | Бузунеш Деба          | Ефіопія             | 2:27:23 | Світлана Пономаренко Серкалем Абра | Росія Ефіопія             |
| 04.10.2009 | Ілза Полсон           | США                 | 2:31:49 | Коллін де Рюк Крістен Ніколіні     | ПАР США                   |
| 05.10.2008 | Ольга Ґлок            | Росія               | 2:32:28 | Сільвія Скворцова Ельза Кірєєва    | Росія                     |
| 07.10.2007 | Світлана Пономаренко  | Росія               | 2:34:09 | Альона Вінницька Шерон Чероп       | Білорусь Кенія            |
| 01.10.2006 | Марла Рунян           | США                 | 2:32:17 | Мері Акор Соіла Ґомес              | США                       |
| 02.10.2005 | Ніколь Аіш            | США                 | 2:40:21 | Зіка Палмер Сьюзен Локен           | США                       |
| 03.10.2004 | Ірина Пермітіна       | Росія               | 2:26:53 | Сільвія Скворцова Вікторія Кліміна | Росія                     |
| 05.10.2003 | Блейк Рассел          | США                 | 2:30:41 | Ірина Сафарова Тетяна Гладир       | Росія Україна             |
| 29.09.2002 | Ірина Богачова        | Киргизстан          | 2:29:39 | Джілл Ґейтенбі Сусанна Бек         | США                       |
| 07.10.2001 | Зинаїда Семьонова     | Росія               | 2:26:51 | Ольга Ковпотіна Сільвія Скворцова  | Росія                     |
| 08.10.2000 | Зинаїда Семьонова     | Росія               | 2:29:37 | Ірина Суворова Ольга Ковпотіна     | Росія                     |
| 03.10.1999 | Кім Павелек           | США                 | 2:37:56 | Дженніфер Тонкін Кріс Кларк        | США                       |
| 04.10.1998 | Зинаїда Семьонова     | Росія               | 2:32:06 | Аліна Іванова Любов Белавіна       | Росія                     |
| 04.10.1997 | Любов Моргунова       | Росія               | 2:30:43 | Марина Беляєва Едато Ґадісай       | Росія Ефіопія             |
| 06.10.1996 | Олґа Аппелл           | США                 | 2:27:59 | Сіссел Ґроттенберґ Мері Аліко      | Норвегія США              |
| 08.10.1995 | Ґвіннет Куґан         | США                 | 2:32:58 | Аліна Іванова Сузана Чіріч         | Росія Сербія і Чорногорія |
| 02.10.1994 | Сузана Чіріч          | Сербія і Чорногорія | 2:34:04 | Алевтина Наумова Деббі Кілпатрік   | Росія США                 |
| 03.10.1993 | Ліза Райнсберґер      | США                 | 2:33:38 | Тетяна Зуєва Ґордон Бакуліс        | Білорусь США              |
| 04.10.1992 | Дженіс Клекер         | США                 | 2:36:50 | Тетяна Зуєва Ґабріель О'Рурк       | Білорусь Нова Зеландія    |
| 06.10.1991 | Дженіс Клекер         | США                 | 2:30:31 | Марсія Нарлоч Люція Бєляєва        | Бразилія Росія            |
| 14.10.1990 | Сильвіє Борне         | Франція             | 2:29:22 | Енн Одейн Ґордон Бакуліс           | Нова Зеландія США         |
| 08.10.1989 | Кім Джонс             | США                 | 2:31:42 | Дженіс Клекер Мішель Буш-Кук       | США Кайманові острови     |
| 02.10.1988 | Ріа ван Ландегем      | Бельгія             | 2:28:11 | Дебора Роніґ Леслі Легейн          | США                       |
| 11.10.1987 | Сильвіє Борне         | Франція             | 2:30:11 | Кім Джонс Джейл Кінґма             | США                       |
| 12.10.1986 | Кім Джонс             | США                 | 2:32:31 | Ненсі Діц Конні Прінс              | США                       |
| 06.10.1985 | Дженіс Іттл           | США                 | 2:35:47 | Кім Джонс Джейл Кінґма             | США                       |
| 30.09.1984 | Деббі Мюллер          | США                 | 2:34:50 | Керсті Якобсен Деббі Ейд           | Данія США                 |
| 02.10.1983 | Габріела Андерсен-Шис | Швейцарія           | 2:36:22 | Деббі Лейден Керсті Якобсен        | США Данія                 |
| 03.10.1982 | Саллі Брент           | США                 | 2:43:50 | Керсті Якобсен Лінда Расмуссен     | Данія США                 |